# Årets bartender
Årets Bartender är det registrerade namnet på en nationell drinktävling. Tävlingen benämndes tidigare Svenska Mästerskapen i Drinkblandning. Som arrangör står Sveriges Bartenders Gille, en ideell förening och är politiskt och religiöst obunden. SBG har arrangerat tävlingen varje år sedan bildandet av föreningen 1949. SBG är internationellt ansluten och certifierade till internationella huvudorganet IBA, International Bartenders Association med 63 medlemsländer (2019). IBA arrangerar årligen världsmästerskap i drinkblandning. IBA grundades 1951 och har sitt säte i Singapore.

## Vinnare av Svenska Mästerskapen i Drinkblandning/Årets Bartender
- 2024 Leticia Brissman "This is nostagia-The imperfect harmony-Is this the future"
- 2023 Arber Bamci "Inferno-Purgatorio-Paradiso"
- 2022 Andrew Watson "Bitter-Sweet-Symfoni"
- 2020-21 Inställt pga Covid-19 (Global pandemi)
- 2019 Tomislav ”Tommi” Komljenovic ”Pallets O’Dor” & ”A Taste of India”
- 2018 Joel Konza ”Internationell affair”
- 2017 Tomislav ”Tommi” Komljenovic ”Golden Lemongrass Martini”
- 2016 Fredrik Lundegård ”Tic Toc Turmeric (Seven O’Clock Cocktail)
- 2015 Dosa Ivanov ”Golden Honey” (Longdrink)
- 2014 Dosa Ivanov ”Raspberry Wishes” (Fancy Cocktail)
- 2013 Viktor Hedström ”Gingerette”
- 2012 Teresa Eriksson "Kyuuri kiss" (Pre-dinner)
- 2011 Henrik Jensen "Rasberry Lemonade" (Fri kategori)
- 2010 Kenneth Swärd "Chili-Vanilli" (Fri kategori)
- 2009 Michael Ternqvist "60 years" (Fri kategori)
- 2008 Fredrik Lindfors "Ebony & Ivory" (After-dinner)
- 2007 Kai Hansen "Going Blind" (Pre-dinner)
- 2006 Johan Hellström "Foxy Blue" (Longdrink)(2006 var det sista året som tävlingarna hette "Svenska Mästerskapen i Drinkblandning".  Från och med 2007 kallas SM istället för "Årets Bartender").
- 2005 Oscars Hernandez "Frozen Applebite" (Fancy Cocktail)
- 2004 Rolf Lind ”Jackpot” (After-dinner)
- 2003 Per Zetterman ”Crystal Cocktail” (Pre-dinner)
- 2002 Sara Lundgren, ”Vanilla Starlight” (Longdrink)
- 2001 Thomas Lidberg  "Cinnamon Beach" (After-dinner)
- 2000 Ulrica Karlsson "Your Choice" (Pre-dinner)
- 1999 Annelie Carlsson-Ingeldsen "Madam" (Longdrink)
- 1998 Ros-Marie Bille "Caramel" (After-dinner)
- 1997 Thomas Lidberg "Cloudberry Cocktail" (Pre-dinner)
- 1996 Madeleine Karlsson "Cheek to Cheek" (After-dinner)
- 1995 Thomas Lidberg "Tiffany" (Longdrink)
- 1994 Ulla Torlegård "Gin by me" (Pre-dinner)
- 1993 Anita Karlsson "King Creole" (After dinner)
- 1992 Baltzar Ahlqvist "Peachtree Blossom" (Longdrink)
- 1991 Ted Blåhed "Happy Punch" (Pre-dinner)
- 1990 Robert Ekwall ”Night & Day” (After-dinner)
- 1989 Rose-Marie Bille ”That's It” (Longdrink
- 1988 Birgitta Persson ”Dry Boy” (Pre-dinner)
- 1987 Lars Lindeberg ”Mousetrap” (After-dinner)
- 1986 Horst Pehmuller ”Ciao” (Longdrink)
- 1985 Horst Pehmuller ”Irish Lady” (Pre-dinner)
- 1984 Horst Pehmuller ”Moonlight Shadow” (After-dinner)
- 1983 Inga tävlingar
- 1982 Olle Ferm ”Charlotta” (After-dinner)
- 1981 Rolf Lorenz ”Opris” (Longdrink)
- 1980 Inga tävlingar
- 1979 3 kategorier samtidigt
  - Horst Pehmuller ”Moonlight” (After-dinner)
  - Curt Reuterwing ”Angelie” (Longdrink)
- 1978 Inga tävlingar
- 1977 Inga tävlingar
- 1976 Curt Reuterwing ”La Manga” (Pre-dinner)
- 1975 Börje Carlsson ”Honoluleå” (Pre-dinner)
- 1974 Inga tävlingar
- 1973
- 1972 Inga tävlingar
- 1971 Olle Ferm ”Helen” (Pre-dinner)
- 1970 Inga tävlingar
- 1969 Curt Reuterwing ”Hob Nob” (Pre-dinner)
- 1968 Inga tävlingar
- 1967 Inga tävlingar
- 1966 Inga tävlingar
- 1965 Göte Svensson ”Pop 65” (Pre-dinner)
- 1964 Stig Rundqvist ”Harlekin” (Pre-dinner)
- 1963 Thure Persson ”Gungstolen” (Pre-dinner)
- 1962 Åke Aronsson ”Twist” (Pre-dinner)
- 1961 Holger Hansson
- 1960 Inga tävlingar
- 1959 Börje Lundqvist
- 1958 Inga tävlingar
- 1957 Inga tävlingar
- 1956 Bror Stalin ”Sesam”